# Anders N. Kvammen
Anders Nordmo Kvammen (ur. 2 czerwca 1985) – norweski twórca komiksów i ilustrator z Oslo. Debiutował w 2016 roku powieścią graficzną Gimnazjum. Książka została nagrodzona w 2016 roku nagrodą Brageprisen w kategorii książek dla dzieci i młodzieży i została nominowana do nagrody Ministerstwa Kultury w kategorii komiks dla dzieci i młodzieży opublikowany w 2016 roku. Był też nominowany do nagrody za najlepszy debiut Trollkrittet i do Nagrody literackiej Rady Nordyckiej w kategorii literatura dla dzieci i młodzieży. Została przetłumaczona na polski i rosyjski. Jesienią 2021 premierę miała adaptacja teatralna książki.
Wiosną 2020 roku ukazała się jego druga powieść graficzna Jobb, która otrzymała dobre recenzje w kilku codziennych gazetach w kraju.

## Książki
- Ungdomsskolen – No Comprendo Press, 2016. W Polsce wydane jako Gimnazjum nakładem wydawnictwa dziwny pomysł w tłumaczeniu Joanny Barbary Bernat
- Jobb – No Comprendo Press, 2020
- Jeg husker ikke..: historier om demens – No Comprendo Press, 2021